# Tymczasowe Zgromadzenie Narodowe
Tymczasowe Zgromadzenie Narodowe (Prozatímní Národní shromáždění republiky Československé) – pierwszy powojenny tymczasowy jednoizbowy organ Czechosłowacji, działający od 28 października 1945 do czerwca 1946.
Jego celem było prawne przygotowanie wyborów do przyszłego Zgromadzenia Narodowego, a prawną podstawą funkcjonowania – dekrety Beneša. Zgromadzenie liczyło 300 posłów, a zostali oni wskazani na zasadzie parytetu partii wchodzących w skład Frontu Narodowego Czechów i Słowaków. Każda partia wprowadzała 50 posłów, w Czechach były to: Komunistyczna Partia Czechosłowacji, Czeska Partia Narodowo-Społeczna, Unia Chrześcijańska i Demokratyczna – Czechosłowacka Partia Ludowa i Czeska Partia Socjaldemokratyczna, a w Słowacji – Komunistyczna Partia Słowacji i Demokratyczna Partia Słowacji. Przewodniczącym Zgromadzenia był Josef David.
Na wyborach z 26 maja 1946 wybrano posłów do nowego parlamentu, Konstytucyjnego Zgromadzenia Narodowego, który rozpoczął działalność od czerwca 1946.